# 溪湖震福宮
23°56′52″N 120°27′23″E / 23.947824°N 120.4564415°E
溪湖震福宮，是位於臺灣彰化縣溪湖鎮河東里的雷神廟，創建於2004年，主祀雷府大帝。

## 歷史
相傳1898年，某天東螺溪洪水氾濫、雷聲大作，村民楊代在溪畔發現一神尊，便將其帶回家中供奉。此神像雷神神尊高僅30公分左右，黑色臉、金色鳥形嘴，拿著雷公鎚端坐在椅子上。楊代將此神像放在矮櫃中，沒想到晚上都會聽到櫃中有碰撞聲，便認為這是一尊靈感的神，請出安放神壇上供奉，之後楊家從大突里搬到河東里。
之後，此神成為河東里居民的信仰，每年農曆六月二十四日慶祝雷神大帝生日時會博爐主，把神像帶回家裡供奉。傳說定此日為祭祀，是由信徒先假設，請雷神確定就這天下大雨，後來好幾年每到此日就下大雨，信徒因此定為生日。這天也是新北市消防隊會去霹靂宮祭祀的日子。
信徒於2004年覓地資建廟宇，落成於東螺溪竹頭仔流域旁。後來，雷神改名「雷府大帝」。
廟委之一為楊代的孫子楊復。廟方與埔湖社區大學合辦「戀戀東螺溪」活動，廟的名聲跟著響亮，許多遊客順道拜訪此廟。當地的巫家捏麵館館長巫俊德，也會用教導旅客以捏麵方式製作此廟雷神像造型的公仔。